# Christopher Tin
Christopher Tin (Califórnia, 1976) é um compositor americano descendente de chinês, que ganhou diversas premiações, e compôs o som Baba Yetu, para Civilization IV.

## Premiações
- 53rd Grammy Awards: Winner - Best Classical Crossover Album (2011)
- 53rd Grammy Awards: Winner - Best Instrumental Arrangement Accompanying Vocalist(s) (2011)
- International Songwriting Competition: 1st Place - World Music Category (2010)
- John Lennon Songwriting Contest: Finalist - World Music Category (2010)
- Horovitz Composition Prize at Royal College of Music
- GANG Awards: Best Original Vocal Song - Choral ("Baba Yetu"), Rookie of the Year (2007)
- USA Songwriting Competition: World Music Category ("Baba Yetu") - Honorable Mention (2010)
- GANG Awards: Best Adapted Soundtrack ('Pirates of the Caribbean') - Nominee (2007)
- Independent Music Award: Best Song for Film/TV/Multimedia ("Baba Yetu") - Winner (2010)
- Independent Music Award: Best World Beat Song ("Baba Yetu") - Winner (2010)
- Independent Music Award: Best Contemporary Classical Album ('Calling All Dawns') - Nominee (2010)
- Gamespy: Best Music (Civilization IV) - Honorable Mention (2005)
- Regional Emmy Award: Best Historical Feature ('Fishbowl') (2007)
- Archaeological Channel Film and Video Festival: Best Music ('Life in Limbo') - Honorable Mention (2009)
- Sundance Composer's Fellowship (2003)